# جامعة أرجيس
جامعة أرجيس هي معهد تركي للتعليم العالي يقع في قيصرية، تركيا. اعتبارًا من 4 أبريل 2019، بلغ إجمالي 64194 طالبًا يدرسون للحصول على درجة البكالوريوس والدراسات العليا.